# Protomyctophum gemmatum
Protomyctophum gemmatum är en fiskart som beskrevs av Hulley, 1981. Protomyctophum gemmatum ingår i släktet Protomyctophum och familjen prickfiskar. Inga underarter finns listade i Catalogue of Life.